# Código de grupo
En la teoría de códigos, los códigos de grupo son un tipo de código. Los códigos de grupo consisten en {\displaystyle n} códigos de bloques lineales que son subgrupos de {\displaystyle G^{n}}, donde {\displaystyle G} es un grupo abeliano finito.
Un código de grupo sistemático {\displaystyle C} es un código sobre {\displaystyle G^{n}} de orden {\displaystyle \left|G\right|^{k}} definido por {\displaystyle n-k} homomorfismos que determinan los bits de bits de paridad. Los bits {\displaystyle k} restantes son los bits de información.

## Construcción
Los códigos de grupo pueden construirse mediante matrices generadoras que se asemejan a matrices generadoras de códigos de bloque lineales, excepto que los elementos de esas matrices son endomorfismos del grupo en lugar de símbolos del alfabeto del código. Por ejemplo, considerando la matriz generadora
{\displaystyle G={\begin{pmatrix}{\begin{pmatrix}00\\11\end{pmatrix}}{\begin{pmatrix}01\\01\end{pmatrix}}{\begin{pmatrix}11\\01\end{pmatrix}}\\{\begin{pmatrix}00\\11\end{pmatrix}}{\begin{pmatrix}11\\11\end{pmatrix}}{\begin{pmatrix}00\\00\end{pmatrix}}\end{pmatrix}}}
los elementos de esta matriz son matrices {\displaystyle 2\times 2}, que son endomorfismos. En este escenario, cada palabra clave se puede representar como {\displaystyle g_{1}^{m_{1}}g_{2}^{m_{2}}...g_{r}^{m_{r}}} donde {\displaystyle g_{1},...g_{r}} son los generadores de {\displaystyle G}.